# エリック・イヴァル・フレドホルム
エリック・イヴァル・フレドホルム（英: Erik Ivar Fredholm、1866年4月7日 - 1927年8月17日）は、スウェーデンの数学者。積分方程式と作用素論の分野において業績を挙げ、それらはヒルベルト空間の理論の発展の先駆けとなった。

## 経歴
フレドホルムは、1866年にストックホルムで生まれた。博士号は、ウプサラ大学において、ヨースタ・ミッタク＝レフラーの指導の下、1898年に習得した。1898年から1906年の間はストックホルム大学において docent（講師）の職を務め、1906年からその後の生涯にわたって教授の職を務めた 。
1911年、ミッタク＝レフラーの秘書であったアグネス・マリア・リジェブラッドと結婚した。

## 業績
フレドホルムは( 1900, 1903)において、現在ではフレドホルム方程式と呼ばれている積分方程式の類を導入し、その解析を行った。彼の解析には、フレドホルム行列式や、フレドホルムの定理が含まれる。

## 名誉
フレドホルムは「Finnish Society of Sciences and Letters」と「Accademia dei Lincei」に所属しており、ポンスレ賞を受賞した。
月面のクレーターである「フレドホルム」は、彼の名にちなむものである。

## 出版物
- Fredholm, I. (1900). “Sur une r nouvelle méthode pour la résolution du probléme de Dirichlet” (French). Kong. Vetenskaps-Akademiens Fbrh. Stockholm:  39–46. JFM 32.0435.02.
- Fredholm, E.I. (1903). “Sur une classe d'equations fonctionnelles”. Acta Math 27:  365–390. JFM 34.0422.02.
- Fredholm, I. (1955). Oeuvres completes. Malmd: Litos Reprotryck